# Guerra civil

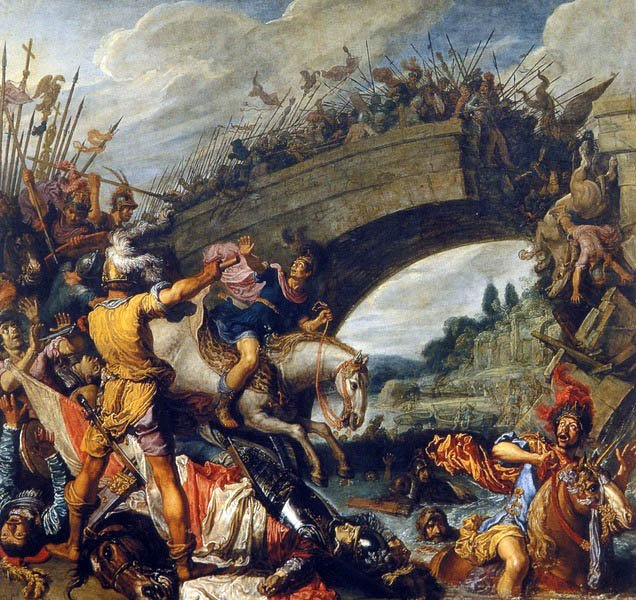
Batalla del Puente Milvio, parte de las guerras civiles de la Tetrarquía romana.

La guerra civil es un término que refiere a cualquier guerra donde los participantes están generalmente formados por dos o más ejes políticos contrarios generados en el mismo Estado. Su característica más común es que el conflicto armado se desarrolla en un mismo país, enfrentándose entre sí personas de un mismo lugar (ciudad, pueblo o comunidad) defendiendo, usualmente, dos intereses distintos. En algunos casos el objetivo es la secesión de una parte del territorio; aunque entonces no siempre se consideran «guerras civiles» (ejemplos de un tipo u otro pueden ser la guerra civil estadounidense o las guerras de descolonización).
En este tipo de conflagración, se produce a veces la intervención de unidades extranjeras de distintos Estados, aparte, ayudando o colaborando con los distintos bandos de esa misma guerra civil, cuyos individuos llegan a ser voluntarios civiles que apoyan al bando seleccionado.
En el siglo XX, África fue escenario de numerosas guerras civiles en muchos de sus países debido generalmente a luchas por el poder de las etnias más importantes de cada país, llamadas «guerras olvidadas», puesto que son conocidas por el público solo cuando hay un genocidio —como los de Burundi, Ruanda o Somalia— o una gran masacre de personas.

## Guerras civiles destacadas

### Previo alSigloI
- Primera guerra civil romana (88-81 AEC). Fue una guerra desatada por el conflicto político entre las dos principales facciones políticas del Senado romano: los populares, dirigidos por Cayo Mario, quienes abogaban por una amplitud de los derechos sociales concedidos por la República para con los grupos sociales marginados, y los optimates, liderados por Sila, partidarios de la preservación del orden social jerárquico tradicional que protegía los intereses de las altas familias tradicionales de Roma (los patricios). La victoria final de Sila le permitió a este erigir una dictadura personal sobre la República que duró hasta su muerte y estableció un orden social autoritario dominado por una elite política que protagonizaría el devenir de Roma en las décadas posteriores, lo que a la larga desencadenaría los posteriores conflictos que acabarían con el fin del republicanismo romano.
- Segunda guerra civil romana (49-45 AEC). Fue un conflicto de poder entre los que para ese momento eran los dos principales líderes políticos y militares de Roma, el entonces cónsul de la República Cneo Pompeyo Magno y el entonces gobernador de la Galia Cayo Julio César. Pompeyo y César habían ambos alcanzado la máxima influencia en la política romana mediante una alianza conocida como el Triunvirato junto al patricio Marco Licinio Craso, repartiéndose entre los tres el poder de la República. No obstante tras la muerte de Craso en la Guerra contra los partos y la victoria de César en la Conquista de la Galia el Senado liderado por Pompeyo ordenaron que este disolviera a su ejército y se presentara en la capital para entregar sus títulos al Senado, lo que desató el conflicto tras el llamado Cruce del Rubicón (la frontera entre Galia e Italia). Tras una serie de victorias de los cesaristas Pompeyo buscó refugio en el Egipto Ptolemaico, donde el joven faraón Ptolomeo XIII previendo una alianza con César le traicionó y asesinó para entregar su cabeza como trofeo al vencedor. Tras esto, Julio César tomó el control de Roma como Dictador Vitalicio, dando inicio a una autocracia personalista que marcaría el comienzo del fin de la República.
- Tercera guerra civil romana (43-42 AEC). Conflicto desatado tras el magnicidio e intento de golpe de Estado contra Julio César orquestado por una facción rebelde del Senado autodenominados los Libertadores, liderados por Cayo Casio Longino y Marco Junio Bruto, el cual dio comienzo a una ola de revueltas y anarquía que expulsó a los Libertadores fuera de Roma hacia Macedonia. El vacío de poder sería entonces ocupado por tres de los más poderosos lealistas del fallecido César, sus generales Marco Antonio y Marco Emilio Lépido y su sobrino e hijo adoptivo César Octaviano (nacido Cayo Octavio), quienes organizaron un gobierno tripartito conocido como el Segundo Triunvirato con el cual aplastaron a los Libertadores y reorganizaron el régimen del difunto César.
- Cuarta guerra civil romana (32-30 AEC). Fue la última gran guerra de la República Romana. Tuvo lugar como consecuencia del conflicto político entre Octavio, que entonces controlaba de forma unipersonal el gobierno de la República y su ex colega triunviro Marco Antonio tras la alianza y matrimonio de este con la reina regente de Egipto Cleopatra VII con el que ambos habían manifestado su aspiración de imponer como heredero del poder sobre Roma al hijo que esta última había concebido con Julio César, Ptolomeo XV Cesarión. Octavio derrotó a los amantes en la Batalla de Accio, acabando con el Egipto Ptolemaico y anexándolo como provincia de Roma, lo que suele tomar como fin de la era del Antiguo Egipto. Tras esto, sin más rivales a su poder absoluto el Senado otorgó a Octavio títulos de Princeps senatus (Primer senador) y Pontifex maximus (Supremo pontífice) junto al calificativo de Augusto (Venerable) con el que a partir de entonces sería conocido, con los cuales se oficializaría su posición como soberano vitalicio y absoluto del estado romano. Estos títulos que después evolucionarían al calificativo de Imperator (Comandante) se consideran la oficialización formal del fin de la República Romana y el establecimiento del desde entonces Imperio Romano.

### SigloIV
- Guerra civil de la Tetrarquía Romana (306-324) Una de las más grandes e importantes de las Guerras civiles romanas que tuvo lugar durante el periodo de la Tetrarquía romana, época en la que el Imperio romano se dividió en cuatro territorios regidos por cuatro emperadores, que lucharon entre sí por el dominio del territorio del imperio. Finalmente en la decisiva Batalla de Adrianópolis el emperador Constantino el Grande logró reunificar el imperio bajo su mandato, evento decisivo para la eventual expansión del cristianismo en el mundo occidental

### DelsigloValsigloXV
- Primera fitna (656-661). Fue un conflicto surgido por la rebelión del clan Omeya liderado por Muawiya, parientes del poco antes asesinado Califa Uzmán, representante de la rama suní de los herederos del profeta Mahoma contra el gobierno del Califa Alí, líder de la rama chií del Islam. La victoria de los rebeldes y la coronación de Muawiya como Califa del Islam marcó el fin del Califato ortodoxo de Medina que fuera sustituido por el Califato omeya de Damasco mientras que el asentamiento de los seguidores de Alí en Persia marcaría la división de las dos corrientes principales de los musulmanes.

- Segunda Fitna (680-692). Fue una serie de rebeliones que tuvieron lugar a lo largo del territorio del Califato omeya como consecuencia de que el Califa Muawiya I hubiese impuesto la sucesión hereditaria de su cargo a su hijo Yazid I, siendo el gobierno de este último desafiado por distintas sectas islámicas tales como los Zubayridas, partidarios de una rama disidente suní, los Alides, partidarios de la restauración de la rama chií y los Jaryíes, partidarios de imponer a quienes considerasen el más adecuado para el puesto de califa con independencia de su ascendencia con el profeta. Tras 12 años de conflicto la Dinastía omeya consiguió restaurar su poder pleno sobre el imperio, con lo que la autoridad califal se asentó por todo el resto de la historia como un cargo familiar hereditario.

- Tercera fitna (744-750). Comenzó como una guerra de sucesión con el derrocamiento del Califa Walid II en manos de Yazid III, con lo que nuevamente los clanes de confesión chií y jaryí se rebelaron contra la autoridad suní de la Dinastía omeya. Aunque Yazid acabó siendo derrocado por su primo Marwan II este sufrió la rebelión de los abasidas, los descendientes del clan Banu Háshim del escriba Abdullah ibn Abbás, primo de Mahoma y partidario del Califa Alí durante la Primera fitna, quienes bajo el mando militar del general Abu Muslim derrocaron a los Omeya, lo que significó el fin del Califato omeya de Damasco en virtud del Califato abasí de Bagdad bajo el reinado del Califa As-Saffah. Tras el fin de la guerra los abasíes invitaron a los sobrevivientes del clan Omeya a una cena de reconciliación para que aceptasen la nueva superioridad de los abasidas. En dicha reunión los omeyas fueron masacrados, dejando como único superviviente a un fugitivo Abd al-Rahman ibn Muawiya , quien huyó hasta la península ibérica la cual independizó del Califato para fundar Emirato Omeya de Al-Ándalus en Córdoba bajo el nombre de Abderramán I.

- Rebelión de An Lushan (755-763): Una Rebelión militar contra el gobierno de la dinastía Tang de China que empezó en Luoyang. Los rebeldes luchaban para la fundación de una dinastía nueva llamaba Yan. La rebelión fue reprimida en 763, pero el fin de la rebelión marcó el comienzo de la desintegración de la dinastía Tang.

- Cuarta Fitna (809-827)

- Fitna de al-Ándalus (1009-1031): fue un período de inestabilidad y guerra civil en Al-Ándalus que supuso el colapso del Califato de Córdoba y la aparición de los primeros reinos de taifas. Comenzó en 1009 con un golpe de Estado y un levantamiento popular en Córdoba que supuso la deposición del califa Hisham II y el asesinato de su valido Abderramán ibn Sanchul, hijo de Almanzor. A lo largo de la contienda, la capital califal y sus arrabales fueron saqueados, y sus monumentos, entre ellos el Alcázar califal, Medina Azahara y Medina Alzahira destruidos. Los diversos contendientes pidieron ayuda a los diferentes reinos cristianos. Dividido todo el territorio andalusí en una serie de reinos taifas, se considera que la fitna llegó a su fin con la abolición definitiva del Califato en 1031.

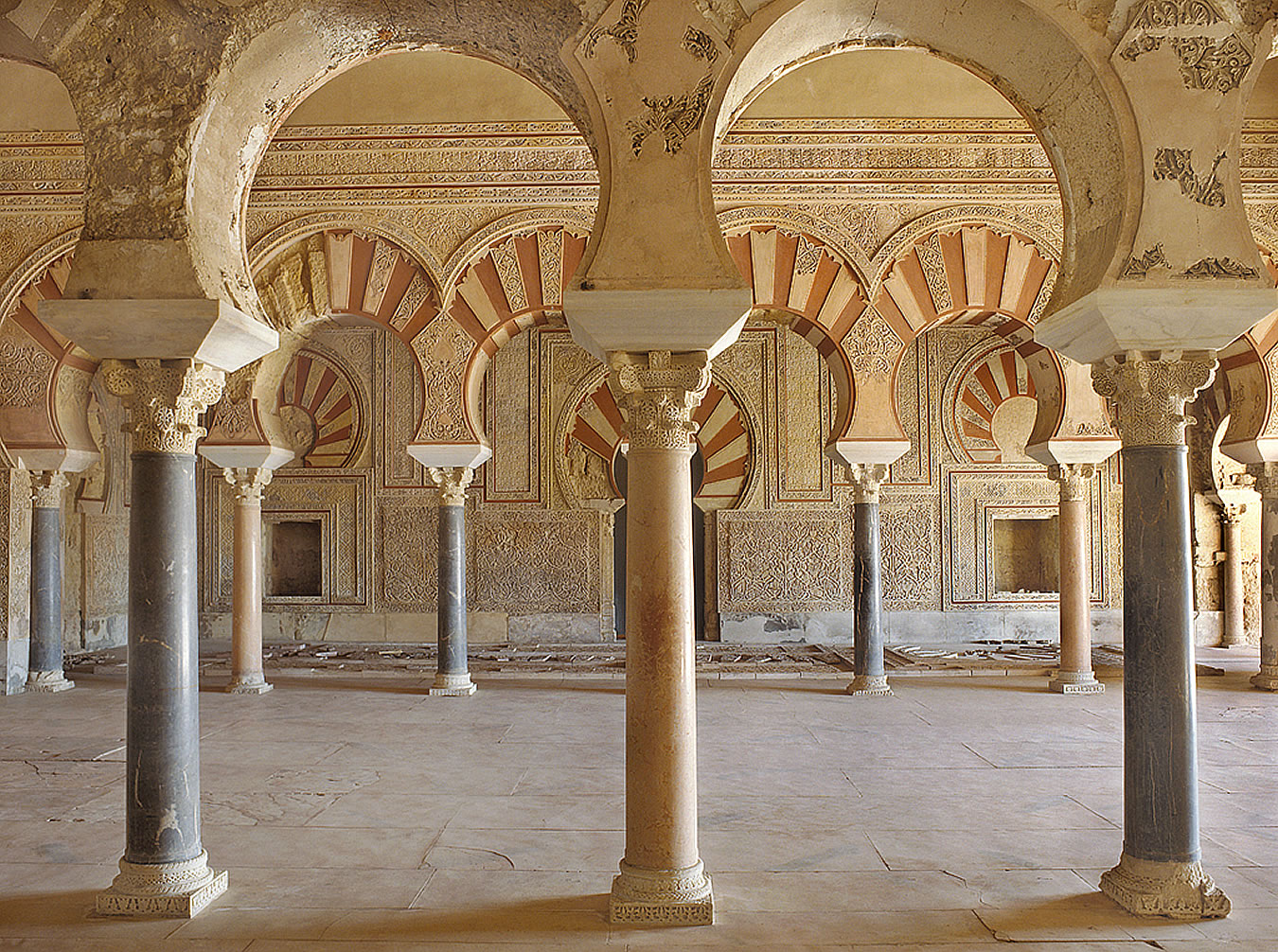
Ruinas del Salón Rico de Madīnat al-Zahrā («la ciudad brillante»), ciudad palatina a las afueras de Córdoba destruida durante la Fitna de Al-Ándalus.

- Conflicto Güelfo-Guibelino (1125-1382): Serie de guerras civiles en los territorios del Sacro Imperio Romano Germánico entre la Casa de Hohenstaufen, Emperadores del Sacro Imperio (Los Guibelinos), partidarios del poder político del Emperador germánico contra el Papado de Roma bajo el liderazgo de los estados italianos de la Liga Lombarda  y la germánica Casa de Welf  y sus aliados (los Güelfos), partidarios del poder supremo del Papa sobre los poderes temporales del emperador. El conflicto fue una derivación de la Querella de las Investiduras (1076-1122), conflicto ideológico que provocó la caída de la Dinastía Salia que provocó la división entre los partidarios el Papa y el Emperador y que duró varias generaciones de guerras internas entre los estados germánicos y los territorios del centro y norte de la península itálica. El conflicto tuvo entre sus muchas consecuencias la caída de los Hohenstaufen, lo que a su vez provocó el periodo de anarquía conocido como el Gran Interregno y la pérdida de los territorios italianos del Sacro Imperio, que quedaron divididos en una serie de estados semiindependientes bajo distintos niveles de influencia de los Estados Pontificios, lo que a su vez derivaría en las Guerras Italianas del Renacimiento.

- Las guerras civiles noruegas es un término utilizado para designar el período de la historia de Noruega entre 1130 y 1240. El objetivo de las facciones en pugna, conocidos como los bagler y los birkebeiner, fue siempre colocar a su candidato en el trono, después de la muerte del rey Sigurd el Cruzado en 1130.

- Guerra Gempei (1180-1185) Guerra entre los clanes Taira, quienes ejercían el poder de facto en Japón mediante el cargo de Regentes tras su victoria en la Rebelión de Hōgen de 1156, y sus rivales Minamoto apoyados por el emperador retirado Go-Shirakawa, quienes al vencer establecieron el Shogunato Ashikaga, régimen que abolió la estructura aristocrática del Periodo Heian para convertir al Japón en un estado militar.

- Guerra Civil Castellana (1366-1369) Entre Pedro I de Castilla y su medio hermano Enrique de Trastámara, que se traducirá en la implantación de la nueva dinastía. Luego Enrique se enfrentará en otra guerra civil a su medio hermano Alfonso.

- Guerra de las Dos Rosas (1455-1485). Conflictos dinásticos entre los miembros de la Casa de York contra los de la Casa de Lancaster, que lucharon intermitentemente por lograr poner a uno de sus miembros como Rey de Inglaterra. Terminaría con la Edad Media en las islas británicas, con el triunfo final de los Tudor.

- Guerra de sucesión castellana (1475-1479). Conflicto dinástico entre la reina Isabel I de Castilla, apoyada por su esposo Fernando II de Aragón, contra su sobrina Juana la Beltraneja, apoyada por el reino de Portugal y el reino de Francia.

- Guerra Onin (1467-1477) y Guerras Sengoku (1476-1615). Serie de guerras civiles que tuvieron lugar en Japón tras la pérdida de poder del Shogunato Ashikaga, que tras un extenso conflicto con el Clan Hosakawa perdió la capacidad de controlar efectivamente el imperio, lo que volvió al gobierno central un poder meramente simbólico y decorativo, sumiendo al territorio en un estado generalizado de anarquía. Las distintas provincias de Japón quedaron repartidas entre caudillos feudales (Daimio) que a partir de ese momento ejercían el poder autónomo de sus territorios por la fuerza y se declaraban constantemente la guerra los unos a los otros para arrebatarse sus feudos entre sí. Tras la entrada al Japón de las armas de fuego importadas de occidente el daimio Nobunaga Oda consiguió unificar la mayor parte del Japón central entre 1560 y 1582 y tras su muerte Hideyoshi Toyotomi completó la reunificación del país mediante la Regencia Azuchi-Momoyama en 1590. A su muerte en 1598 su sucesor Hideyori Toyotomi fue desafiado por su propio regente Ieyasu Tokugawa, quien lo derrotó en la batalla de Sekigahara de 1600, tras la cual se instauró el Shogunato Tokugawa, que tras aplastar los últimos reductos de la resistencia de los leales a Hideyori en 1615 gobernó Japón sin oposición hasta 1868.

### DelsigloXVIalsigloXVIII
- Guerra Civil Inca (1529-1532). Conflicto de sucesión imperial entre Huáscar y su medio hermano Atahualpa tras la muerte del Inca Huayna Cápac y de su sucesor legítimo Ninan Cuyuchi por la corona del Imperio inca.

- Primera, segunda y tercera guerra civil inglesa (1642-1651). Insurrección armada de una coalición parlamentaria de influencia puritana liderada por Oliver Cromwell contra el reinado de Carlos Estuardo propiciada por la Guerra de los Obispos, tras la cual se instauró un gobierno republicano denominado como la Mancomunidad de Inglaterra, proceso histórico conocido como la Revolución inglesa. Incluida dentro de la guerras de los Tres Reinos.
- Guerra de la Vendée (1793-1796) La más grande de las rebeliones armadas de los Realistas Franceses contra la Primera República de Francia tras el éxito de la Revolución Francesa y la ejecución de Luis XVI. Tuvo su principal teatro de operaciones en la región de la Vandea (Francia Occidental) en el que se concentró un gran movimiento contrarrevolucionario autodenominado Ejército católico y real de Vandea que en el contexto de la Guerra de la Primera Coalición (intento de las potencias monárquicas de disolver la República Francesa) fue armado y respaldado por Gran Bretaña.
- Guerra de los Chuanes (1794-1800) en Bretaña.

### SigloXIX

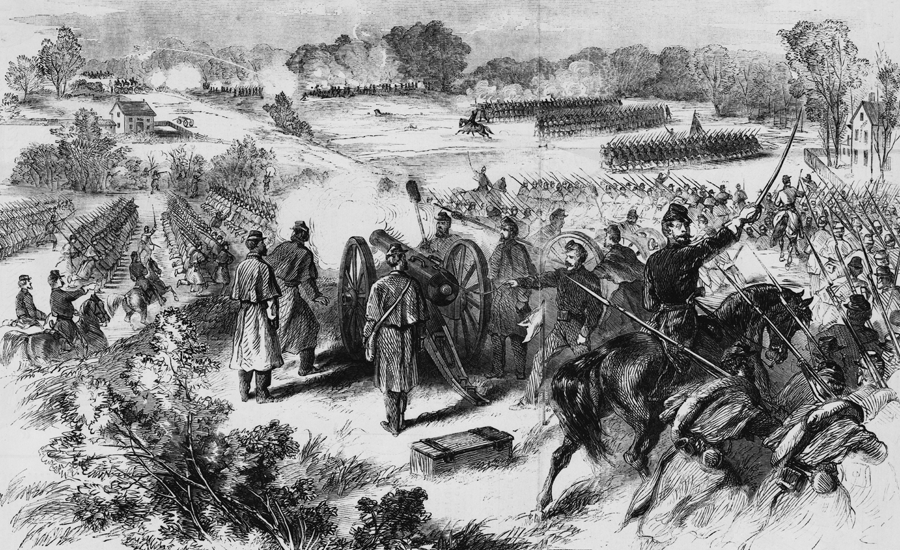
La "Batalla de Dranesville" durante la guerra civil americana.

- Guerras civiles argentinas (1814-1880). Prolongado conflicto que ocurrió en territorio actualmente argentino entre los partidos federal y unitario durante el siglo XIX. Una primera etapa de enfrentamiento entre Buenos Aires y las provincias a partir de 1814, cuando aún no había concluido la guerra de Independencia, llegó a su punto culminante en 1820; luego se produjeron diversos enfrentamientos entre provincias, a partir de 1826, que concluyeron formalmente en 1852, con la batalla de Caseros; la etapa final fue un largo enfrentamiento entre el centralismo y el federalismo, que terminó en 1880 en la Batalla de los Corrales Viejos, con la federalización de Buenos Aires.
- Guerra civil centroamericana (1827-1829). En esta guerra fue el enfrentamiento entre liberales y conservadores.
- Guerra Grande (1839-1851): Guerra civil uruguaya que se mezcló con la guerra civil Argentina, fue un enfrentamiento entre los caudillos del partido blanco contra los del Partido Colorado, el apoyo paraguayo al partido blanco y el apoyo argentino y brasilero al partido colorado sería uno de los detonantes de la futura guerra de la Triple Alianza.

- Guerras carlistas (1833-1876). Conflictos dinásticos entre dos ramas de la casa de Borbón por la sucesión a la corona. De un lado, Isabel II y, posteriormente, su hijo Alfonso XII; del otro, Carlos María Isidro de Borbón y Parma, hermano de Fernando VII y sus descendientes.
- Rebelión Taiping (1850-1864). Conflicto religioso en el sur del Imperio Chino entre la dinastía Qing y el autoproclamado Reino Celestial de la Gran Paz, estado fundado por el místico cristiano Hong Xiuquan. Aunque se trate de una guerra poco conocida, la muerte estimada de 20 millones de personas la convirtió en la guerra más sangrienta de todos los tiempos antes de la Primera Guerra Mundial.

- Segunda guerra civil peruana (1856-1858). En esta guerra fue el enfrentamiento entre liberales y conservadores, la causa fue la constitución de 1856 los conservadores liderados por Ramón Castilla y los liberales liderados por Vivanco. Anexo:Guerras civiles del Perú.

- Guerra de Reforma (1857-1861). Confrontación de los dos bandos en los que se encontraba dividida la sociedad mexicana liberales que querían como presidente a Benito Juárez y conservadores que querían como presidente a Félix Zuloaga.

- Guerra Federal de Venezuela (1859-1863). Guerra que enfrentó al partido liberal que defendía la instauración del federalismo y el gobernante partido conservador que defendía el centralismo. Esta disputa por la adopción de uno u otro sistema de gobierno envolvió a Venezuela en un nuevo período de lucha armada e inestabilidad política de enormes consecuencias políticas, sociales y económicas para el destino de la Nación. Tradicionalmente se ha explicado el acontecimiento de la Guerra Federal, como la consecuencia directa de la lucha por la igualdad dentro de la sociedad venezolana, lucha que tiene como objetivo la eliminación total de los "privilegios coloniales" y en la que la Guerra de Federación, vendría a resolver de manera definitiva los conflictos sociales existentes en el país.

- Guerra de Secesión estadounidense (1861-1865). Enfrentamiento de los estados del norte (industrializados y abolicionistas) contra los estados del sur (agricultura y esclavista) cuyo motivo principal fue la secesión de los estados sureños de la Unión.

- Guerra Boshin (1868-1869). Conflicto armado del periodo Bakumatsu de Japón, en el que los clanes leales al Shogunato Tokugawa (gobierno feudal) se enfrentaron a los clanes rebeldes que reclamaban la reinstauración de la autoridad política del emperador. La victoria de estos últimos dio lugar a la Restauración Meiji.

- Insurgencia de la Comuna de París (1871): Conflicto político y armado entre el autonombrado gobierno de la llamada Comuna de París, principalmente compuesto por anarquistas y socialistas en contra del recién instaurado gobierno de la Tercera República francesa. Aunque el gobierno comunal había probado ser plural, democrático y moderado, el odio irracional de las clases media y alta francesas en contra de las teorías obreristas y sindicalistas llevaron al ejército francés a retomar la ciudad con los más crueles métodos de violencia y represión, recordados por los parisinos como la "semana sangrienta".

- Revolución Liberal de Ecuador (1875/1895-1924). Conflicto armado interno entre el Partido Conservador Ecuatoriano y el Partido Liberal Ecuatoriano este último comandado por Eloy Alfaro. Esta guerra civil tiene sus inicios a partir de 1875 año en que es asesinado el presidente Gabriel García Moreno y es a partir de allí que se producen varias batallas en donde perece mucha gente inocente. A partir de 1895 es cuando la guerra da frutos y Eloy Alfaro es Proclamado Jefe Supremo. La Revolución Liberal tiene por mérito haber tomado la iniciativa política de modernizar al Ecuador y haber intentado de alguna manera reformar la estructura social, tarea harto difícil, porque no basta para hacerlo la simple promulgación de leyes. La Revolución Liberal acabó con el confesionalismo de Estado, presente desde el nacimiento de la República, como herencia del pasado colonial, estableciendo un Estado laico e iniciando un proceso de secularización institucional.

- Tercera guerra civil peruana (1884-1885). Esta guerra fue el enfrentamiento entre el Ejército Cacerista o Rojo y el Ejército Iglesista o Azul, la causa fue la firma del Tratado de Ancón y la rendición de Perú ante Chile tras la guerra del Pacífico. Los beligerantes fueron el ejército liderado por Miguel Iglesias y los montoneros liderados por Andrés Avelino Cáceres.

- Guerra civil chilena (1891). Conflicto entre las fuerzas del Congreso Nacional de Chile que se enfrentaron contra las del presidente José Manuel Balmaceda, terminando con la victoria de los primeros e iniciando un período donde predominaría el parlamento de facto.

- Cuarta guerra civil peruana (1894-1895). Esta guerra fue el enfrentamiento entre las Montoneras de Piérola y el Ejército Cacerista, la causa fue un supuesto fraude en las Elecciones generales de Perú de 1894 a favor de Cáceres. Los beligerantes fueron el ejército liderado por Andrés Avelino Cáceres y los montoneros liderados por Nicolás de Piérola Villena.

- Guerra civil boliviana (1898-1899). También denominada Guerra Federal, fue un conflicto armado en Bolivia entre el bando conservador, que ostentaba el poder del Estado con el apoyo mayoritario de las fuerzas armadas y la élite económica y religiosa que defendían un modelo de orden unitario, y el bando liberal, que contaba con el apoyo del campesinado, amerindios y pequeños empresarios de mayoría cristiana católica, oponiéndose a las políticas de Estado que el gobierno llevaba a cabo y pretendía instalar un modelo de orden federativo.

- Guerra de los Mil Días (1899-1902). Conflicto interno de Colombia entre las fuerzas de los partidos Liberal y Conservador, que terminaron con la victoria de los últimos y el establecimiento de un estado hegemónico hasta mediados del siglo XX.

### 

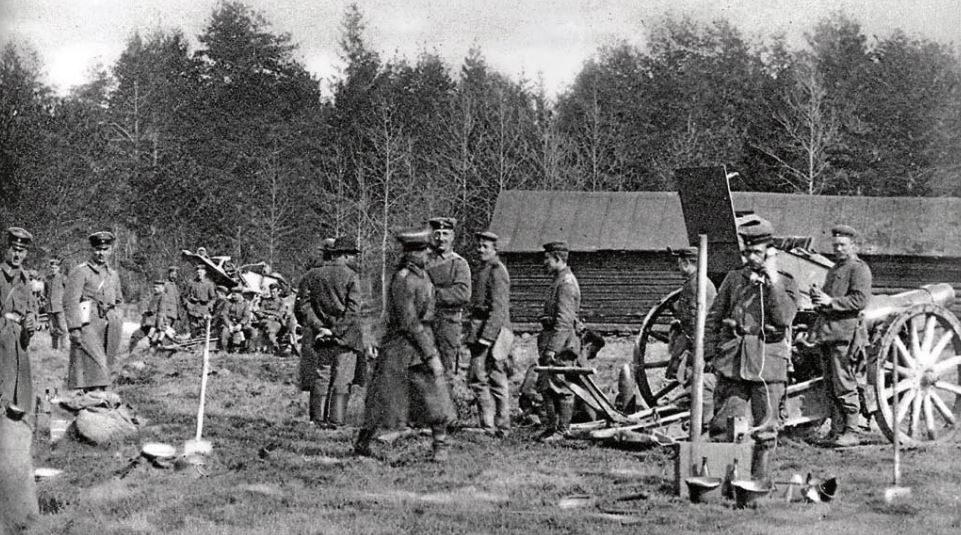
Artillería alemana en Malmi, Helsinki durante la "Batalla de Helsinki" el 12 de abril de 1918, durante la Guerra civil finlandesa.

### SigloXX

#### De 1900 a 1950
- Guerra Civil Venezolana (1901-1903). También llamada "La Revolución Libertadora". Última de las Guerras civiles venezolanas, que tuvo lugar cuando un gran conjunto de caudillos del país y empresas bancarias descontentos por la pérdida de sus privilegios históricos se alzaron contra el gobierno del dictador Cipriano Castro. La victoria del gobierno permitió acelerar el proceso emprendido por Castro para la abolición del caudillismo en Venezuela, política consolidada por el sucesor de Castro, Juan Vicente Gómez.

- Revolución mexicana (1910-1920). Conjunto de guerras civiles consecutivas que tuvieron lugar en la República Mexicana primero, cuando una coalición de caudillos autodenominados "Revolucionarios" se alzaron para derrocar al Dictador Porfirio Díaz; luego, tras el derrocamiento por golpe militar del presidente Francisco I. Madero los Revolucionarios volvieron a alzarse contra el dictador Victoriano Huerta; y finalmente luego del triunfo de la rebelión los caudillos Revolucionarios continuaron haciendo la guerra entre sí en disputa por cuál modelo político instaurar en el país.
- Revolución de Xinhai (1911-1912), Guerra de Protección Nacional (1915 y 1916) y Era de los señores de la guerra chinos (1915-1931). Serie de conflictos iniciados en China con el Levantamiento de Wuchang promovido por el republicanista general Sun Yat-Sen contra la Dinastía Qing. Tras fundar la Primera República China Sun le entregó la presidencia al general realista Yuan Shikai para promover la paz, pero este tras largas discordias políticas intentó fundar su propia monarquía constitucional, lo que además de desatar una nueva guerra contra los republicanos llevó a tal inestabilidad al estado chino que el territorio de China quedó dividido en múltiples regiones controladas por señores de la guerra. La República no pudo reasumir el control efectivo del territorio hasta la instauración de una dictadura militar liderada por el general Chiang Kai-shek, lo que desató levantamientos comunistas y a la larga facilitó la invasión japonesa.

- Guerra civil finlandesa (1918). Conflicto que enfrentó a los socialdemócratas y a los conservadores tras el colapso del Imperio ruso.

- Guerra civil rusa (1918-1922). Enfrentamiento entre el recién instalado gobierno comunista de la Unión Soviética y fuerzas contrarrevolucionarias (llamadas blancas) apoyadas por los países occidentales. Termina con la victoria de los bolcheviques y la consolidación del Estado soviético.

- Guerra civil irlandesa (1922-1923). Se inició como una división interna dentro del Sinn Féin (partido político que lideró la Guerra de Independencia) producto de la negativa de una facción de aprobar el Tratado Anglo-Irlandés de 1921, por el cual se creaba el Estado Libre de Irlanda y se partía el territorio creando la Irlanda del Norte.

- Guerra Cristera (1926-1929). Rebelión popular armada en el centro-occidente de México promovida por la Iglesia católica en la que un ejército guerrillero de fieles a clero se rebeló en contra del gobierno de Plutarco Elías Calles por sus políticas anticlericales, en las que se buscaba hacer efectiva la condición de Estado laico establecida en la constitución mexicana al arrebatarle a los miembros de la iglesia sus privilegios históricos.

- Guerra civil china (1927-1950). Conflicto entre las fuerzas del Partido Comunista Chino lideradas por Mao Zedong y el ejército del Kuomintang, comandado por Chiang Kai-shek. Durante la invasión japonesa a China existió una tregua entre ambas partes, con el fin de destinar los esfuerzos mancomunados contra el enemigo común. Después del término de la Segunda Guerra Mundial, se reanudaron los enfrentamientos que culminaron con la instalación de la República Popular China en 1949.

- Revolución Constitucionalista de Brasil (1932) Revolución Constitucionalista de 1932, Revolución de 1932 o Guerra Paulista fue un movimiento armado ocurrido en el Estado de São Paulo, Brasil, entre los meses de julio y octubre de 1932. Su objetivo fue la derrocada del Gobierno provisorio de Getúlio Vargas y la promulgación de una nueva Constitución para el Brasil.

- Guerra civil española (1936-1939). Fue el enfrentamiento entre los partidarios de la República Española contra los militares de derecha sublevados bajo el mando del general Francisco Franco y sus partidarios. Entre sus principales miembros, las fuerzas republicanas contaban con miembros socialistas del PSOE y UGT, marxistas-leninistas del PCE y trotskistas del POUM, al igual que organizaciones anarquistas representadas por la CNT y FAI. Las fuerzas del bando nacional contaban con la adhesión de la Falange Española, cedistas, carlistas y monárquicos. La guerra tuvo múltiples facetas pues incluyó lucha de clases, guerra de religión, enfrentamiento de nacionalismos opuestos, lucha entre dictadura militar y democracia republicana, entre revolución y contrarrevolución y, finalmente, entre fascismo y comunismo. Con el apoyo de la Italia de Mussolini y la Alemania de Hitler, los sublevados derrotaron en una cruenta guerra a sus oponentes, entre los que se incluyen a los brigadistas de más de 50 países que fueron a España a ayudar a la República. La victoria de Franco resultaría en una dictadura que duraría hasta 1975.
- Guerra civil griega (1946-1949). Conflicto residual de la Segunda Guerra Mundial, en el cual guerrilleros comunistas (apoyados por la URSS) combatieron a las fuerzas de la monarquía (apoyada por los Estados Unidos), con el fin de implantar un sistema socialista en Grecia.
- La Violencia (1946-1958). Colombia. Conjunto de enfrentamientos violentos aislados y sistemáticos entre guerrillas, bandas armadas y facciones militares entre los partidarios de los partidos Conservador y Liberal en distintos estratos del país.
- Revolución de los "pynandí" (1947). Enfrentamiento entre la disidencia aliada paraguaya (Partido Liberal Radical Auténtico, Partido Comunista Paraguayo, y el Partido Revolucionario Febrerista) contra el gobierno de Higinio Morínigo, bajo el Partido Colorado. Guerra civil paraguaya ocurrido en el año 1947, denominada la Revolución de los "pynandi" (en guaraní, pies descalzos). Fallecieron aproximadamente 30 000 paraguayos entre civiles y militares.
- Primera Guerra Civil de Palestina (1947-1948). Enfrentamiento entre los habitantes judíos y musulmanes de la colonia británica de Palestina ante la pronta descolonización del país, y la pretensión inglesa de dividirlo en dos estados separados. Trajo como consecuencia la Declaración de independencia de Israel y la consecuente invasión árabe de dicho país (conocidas entre ambas como la primera guerra árabe-israelí).

- Guerra Civil de Costa Rica (1948). Tras la anulación de las elecciones por parte del Congreso, las cuales fueron ganadas por Otilio Ulate Blanco al oficialista y expresidente Rafael Ángel Calderón Guardia, el líder ramonense José Figueres Ferrer lideró una exitosa revolución con ayuda de la Legión Caribe.

- Guerra Civil de Birmania (1948-actualidad). Secuencia de enfrentamientos armados internos en las distintas regiones de Birmania (actual Myanmar) que han tenido lugar desde el momento de su independencia de Reino Unido en 1948 por razones de independentismo étnico y polarización ideológica (principalmente por parte de revolucionarios comunistas), pero que ha tenido su mayor intensificación desde el golpe de Estado que en 1988 que impuso la dictadura de la junta militar que en la práctica mantuvo el control del país hasta 2016, y que fue una de las tiranías más opresivas del sureste de Asia. Entre sus episodios más violentos y recientes han estado los Disturbios en el estado de Rakhine de 2012 y la rebelión en la provincia de Kachin.

#### De 1950 a 2000
- Guerra Civil de Cuba (1953-1959). Rebelión Armada de los llamados Guerrilleros de Sierra Maestra pertenecientes al Partido Comunista Revolucionario y el Movimiento 26 de Julio contra la dictadura militar de Fulgencio Batista, que dio como resultado la instauración de un Estado socialista gobernado por Fidel Castro.

- Guerra civil de Laos (1953-1975) Conflicto armado interno entre el gobierno monárquico de Laos contra la guerrilla comunista del Pathet Lao con el apoyo de Vietnam del Norte. Al igual que la guerra en Camboya, tuvo lugar en gran medida debido a la incidencia de la guerra de Vietnam, y dio como resultado que el país se convirtiera en un Estado socialista.

- Primera (1955-1972) y segunda guerra civil sudanesa (1983-2005). Serie de conflictos étnicos, culturales y religiosos entre el gobierno islámico de Sudán contra la rebelión de la región subsahariana del país, mayoritariamente cristiana y animista, quienes se levantaron en armas contra la mayoría árabe del norte ante la negativa del gobierno de convertir al país en un estado federal. En 1972 se firmaron acuerdos de paz que garantizaron la autonomía de Sudán del Sur, lo que trajo la paz al país por 11 años, hasta que en 1983 Yaafar al-Numeiry declaró la implantación de la Sharia en todo el territorio nacional, lo que recomenzó las hostilidades entre las dos regiones hasta que en 2005 se firmó un nuevo tratado de paz que permitió la independencia de Sudán del Sur. A pesar del tratado, los conflictos en ambos estados no han terminado.

- Guerra Civil de Guatemala (1960-1996). Conflicto armado interno ocurrido en Guatemala producido por los enfrentamientos entre los rebeldes URNG y otras organizaciones de izquierda contra las fuerzas armadas de Guatemala. Grupos humanitarios alegan que durante el final de dicha guerra tuvo lugar el presunto Genocidio guatemalteco, negado por cierto grupo de historiadores.
- Conflicto armado interno en Colombia (1960-actual). Conflicto armado entre las guerrillas armadas comunistas, principalmente las Fuerzas Armadas Revolucionarias de Colombia y el Ejército de Liberación Nacional en contra del gobierno central colombiano y a veces de grupos paramilitares. La gran longevidad de este conflicto ha traído, entre otras consecuencias, la institucionalización del negocio del narcotráfico en dicho país.

- Guerra Civil de Yemen del Norte (1962-1970). Conflicto interno con amplia participación internacional de diferentes países árabes en la que partidarios de la abolición de la monarquía noryemení se enfrentaron al régimen para convertir al país en una república presidencialista.

- Guerra civil de Rodesia (1964-1979). Conflicto armado étnico y político en el antiguo estado de la República de Rodesia (hoy Zimbabue) entre el gobierno de la minoría blanca de ese país presidido por Ian Smith y las guerrillas comunistas que representaban a la mayoría negra, especialmente la Unión Nacional Africana de Zimbabue. La victoria de estos últimos dio comienzo a la larga dictadura de Robert Mugabe.

- Guerra de Abril (1965). Conflicto que tuvo lugar en Santo Domingo, República Dominicana entre el 24 de abril y el 3 de septiembre de 1965. Inició cuando seguidores civiles y militares del presidente constitucionalmente electo Juan Bosch derrocaron al presidente Donald Reid Cabral.

- Guerra civil de Nigeria (1967-1970). Guerra étnica entre el gobierno de Nigeria contra la pretensión independentista de la región de Biafra, que tuvo grandes consecuencias humanitarias para todo el país.

- Guerra civil camboyana (1967-1975). Insurrección armada de la guerrilla comunista de los Jemeres rojos, primero contra el gobierno monárquico de Camboya y luego contra el gobierno de la República Jemer que impuso la Kampuchea Democrática de Pol Pot, quien perpetró el Genocidio camboyano.

- Conflicto de Irlanda del Norte (1968-1998). Conjunto de ataques armados y acciones terroristas de los grupos paramilitares de ideología republicanista irlandesa, partidarios del fin del dominio británico sobre la región de Irlanda del Norte.

- Guerra Civil de Pakistán (1971). Rebelión armada de la provincia de Pakistán Oriental, que ante los abusos políticos y la sangrienta represión armada del gobierno federal de Pakistán, en ese entonces dominado por una Dictadura Militar, declararon su independencia. La intervención del ejército de la India le dio una rápida victoria a los rebeldes, dando lugar a la independencia de Bangladés.

- Guerra civil etíope (1974-1991). Conflicto entre el gobierno de la República Socialista de Etiopía luego de que esta alcanzara el poder contra un conjunto de guerrillas insurrectas, ambos bandos  apoyados por potencias extranjeras.

- Guerra Civil de Chipre (1974-actualidad). Conflicto político, cultural, étnico y militar entre las dos poblaciones mayoritarias de Chipre, los grecochipriotas que componen el gobierno internacionalmente reconocido, y los turcochipriotas independentistas, que luego de la invasión turca sobre la isla impulsada por el golpe de Estado contra el presidente Makarios III declararon la secesión de Chipre del Norte, cuyo reconocimiento internacional ha sido el núcleo central de la disputa.

- Guerra civil libanesa (1975-1990). Conflicto armado interno en el que guerrillas islámicas y de izquierda se rebelaron contra el gobierno central del Líbano, especialmente debido a que la ley libanesa excluía a las minorías religiosas del país de la actividad política privilegiando a los creyentes de la iglesia cristiana maronita, y por la alineación del gobierno libanés con el bloque occidental en el marco de la Guerra Fría, teniendo fin la violencia y la exclusión política con la aplicación de los tratados de Taif.

- Guerra civil angoleña (1975-2002). Enfrentamiento armado inmediatamente posterior a la independencia de Angola de Portugal que enfrentó al gobierno comunista unipartidista del Movimiento Popular de Liberación de Angola y a sus antiguos aliados de la guerrilla de la Unión Nacional para la Independencia Total de Angola. Por el contexto de la Guerra Fría se dieron amplias intervenciones internacionales a favor de ambos bandos, entre ellas la de Cuba del lado del gobierno, mientras que las invasiones angoleñas a la frontera con Namibia, en ese entonces parte de la Unión Sudafricana hicieron que el gobierno del apartheid se sumara al bando de UNITA. La retirada de Sudáfrica en 1988 y la muerte del líder rebelde Jonas Savimbi le dieron la victoria militar al gobierno, permitiendo la perpetuación del régimen de José Eduardo dos Santos, mas sin embargo la MPLA tuvo que aceptar la implementación del pluripartidismo para garantizar la paz.

- Guerra Civil Mozambiqueña (1977-1992). Guerra entre el gobierno del Frente de Liberación de Mozambique presidido por Samora Machel y la guerrilla de la Resistencia Nacional Mozambiqueña dirigida por Afonso Dhlakama.

- Guerra Civil Nicaragüense (1978-1990). Conflicto existente entre las fuerzas sandinistas, primero contra el gobierno de Anastasio Somoza Debayle, y luego contra la guerrilla anticomunista (los contras).

- Guerra civil afgana (1978-2021). Extenso conflicto que ha tenido lugar entre los sucesivos regímenes afganos, primero socialista, luego muyahidín, luego talibán y finalmente islámico contra diferentes facciones de guerrillas alzadas en armas para imponer sus propias visiones de gobierno, muchas veces con coaliciones que tras obtener la victoria lucharon entre sí, con numerosas intervenciones de potencias extranjeras y organizaciones terroristas panislámicas.

- Conflicto Turco-Kurdo (1978-actualidad). Rebelión civil armada de los pueblos kurdos dentro del territorio de Turquía encabezados por las guerrillas del Partido Comunista Kurdo que buscan lograr la independencia del Kurdistán turco como parte de los movimientos del nacionalismo kurdo en el medio oriente. Debido al contexto internacional de la Guerra Fría la rebelión kurda fue acompañada de otras insurrecciones de otras fuerzas de izquierda, hasta que tuvo lugar un alto al fuego consensuado en 2012, interrumpido en 2015 por el presidente turco Recep Tayyip Erdoğan en el marco de los ataques terroristas del Estado Islámico de Irak y Sira sobre Turquía.

- Guerra civil de El Salvador (1980-1992). Conflicto entre las fuerzas revolucionarias del Frente Farabundo Martí para la Liberación Nacional (FMLN) (apoyado de manera directa por Nicaragua y de manera indirecta por Cuba y la Unión Soviética) y el gobierno de El Salvador (apoyado directamente por los Estados Unidos). Terminó con el Tratado de Paz de 1992.

- Época del terrorismo en Perú o conflicto armado interno peruano (1980-2000). Insurrección armada de las guerrillas terroristas de ideología comunista de Sendero Luminoso y el Movimiento Revolucionario Túpac Amaru contra el gobierno central de la República Peruana. Los enfrentamientos de las guerrillas con el ejército peruano dejaron gran cantidad de víctimas en todo el país.

- Guerra civil ugandesa (1981-1986). Rebelión guerrillera contra el gobierno de Milton Obote impuesto fraudulentamente tras la Guerra Uganda-Tanzania, que concluyó con el comienzo del largo régimen autoritario de Yoweri Museveni que ha dirigido al país desde entonces.

- Guerra Civil de Sri Lanka (1983-2009). Guerra étnica entre el gobierno central de Sri Lanka, especialmente durante el gobierno de la presidenta Chandrika Kumaratunga contra la organización terrorista Tigres de Liberación del Eelam Tamil, dirigida hasta su muerte por Velupillai Prabhakaran, quienes aspiraban declarar un estado independiente para la minoría étnica Tamil, hasta que fueron militarmente derrotados durante la administración de Mahinda Rajapaksa.

- Guerra civil somalí (1986-actualidad). Conjunto de enfrentamientos armados entre distintas facciones de grupos guerrilleros, paramilitares, criminales, terroristas y tardíamente del Gobierno Federal instaurado en 2004 en Somalía, consecuencia de la instauración de la anarquía en dicho país.

- Primera Intifada (1987-1993). Rebelión popular armada de la población musulmana de Israel en la que tuvo lugar la Declaración de independencia de Palestina en las regiones de Gaza y Cisjordania, donde tuvieron lugar la insurrección, no reconocida por los israelitas hasta la firma de los Acuerdos de Oslo.

- Primera (1989-1996) y Segunda guerra civil liberiana (1999-2003). Serie de conflictos entre guerrillas armadas de distintas ideologías que lucharon por derrocar e imponer diferentes regímenes autoritarios en la República de Liberia, resultando en grandes pérdidas humanas y económicas para la pequeña nación, hasta que la intervención internacional forzó la pacificación del país con la imposición de un gobierno de transición.

- Guerra Civil Ruandesa (1990-1993/1994). Rebelión armada de la guerrilla militante del partido Frente Patriótico Ruandés de etnia Tutsi, contra el gobierno Hutu de  Juvénal Habyarimana provocado por motivos principalmente de división étnica. Aunque se firmaron acuerdos de paz en 1993 un atentado que provocó la muerte de Habyarimana en 1994 desencadenaría como venganza por parte del gobierno un brutal genocidio sobre la minoría Tutsi.

- Guerra civil de Sierra Leona (1991-2001). Rebelión armada del Frente Revolucionario Unido contra el gobierno de dicho país, tanto por motivos ideológicos como étnicos. Este conflicto ha sido uno de los más destacados en el mundo por los crímenes de lesa humanidad cometidos durante su desarrollo, entre ellos, el financiamiento rebelde por el tráfico ilícito de diamantes extraídos con métodos de explotación violatorios a los derechos humanos.

- Guerras yugoslavas (1991-1999/2001). Fue el conflicto que se produjo entre los estados de Croacia, Eslovenia, República de Macedonia (hoy, Macedonia del Norte) y Bosnia y Herzegovina contra las tropas federales (dominadas por los serbios) de la República de Yugoslavia. Su faceta más grave se produjo en Bosnia, donde el conflicto se desarrolló en torno a masacres, limpieza étnica y graves violaciones al derecho internacional humanitario. Terminó con la fragmentación del país.

- Primera Guerra Civil de Yemen (1994). Conflicto armado acaecido pocos años después de la unificación de Yemen, donde las fuerzas militares y políticas del antiguo Yemen del Sur se opusieron a la hegemonía institucional del antiguo Yemen del Norte, rebelándose para disolver la unificación del país, siendo sin embargo derrotados por el gobierno norteño.

- Primera (1994-1996) y segunda guerra chechena (1999-2009). Secuencia de guerras que tuvieron lugar en la región caucásica de Chechenia ante la declaración de independencia de ese país de la Federación Rusa.

- Primera (1996-1997) y segunda guerra del Congo (1998-2003). Producto de la caída del dictador Mobutu Sese Seko y del triunfo de las guerrillas lideradas por Laurent Kabila, se iniciaron los enfrentamientos armados entre los habitantes de la República Democrática del Congo (ex-Zaire). Causado en parte por el fin de la guerra fría y la desestabilización provocada por la Guerra civil ruandesa y el Genocidio de Ruanda, varios países africanos terminaron interviniendo. Su resultado fue más de 3,8 millones de muertos y la destrucción y saqueo de las riquezas naturales del corazón de África.

### SigloXXI
- Insurgencia islamista en Nigeria (2001-actualidad). Rebelión armada de la secta islámica Boko Haram, caracterizada por sus crueles actos terroristas, contra el gobierno central Nigeriano (mayoritariamente cristiano) y otros estados africanos vecinos.

- Insurgencia narcoterrorista en el Perú (2001-actualidad). Rebelión armada por parte de los remanentes de Sendero Luminoso y el Movimiento Revolucionario Túpac Amaru que junto a alianzas con grupos narcotraficantes tienen influencia en zonas rurales y de selva.

- Conflicto de Darfur (2004-2009)/(2010-actualidad). Conflicto interno étnico en el sureste de Sudán en la provincia de Darfur cuya virulencia provocó el estallido de las guerras dentro de Chad y la República Centroafricana.

- Guerra civil en la República Centroafricana (2004-2007). Guerra que tuvo lugar entre el gobierno con apoyo internacional de François Bozizé y la guerrilla Unión de Fuerzas Democráticas para la Reagrupación.

- Guerra civil en Chad (2005-2010). Conflicto entre Chad (con apoyo de Francia) y Sudán provocado por la entrada en masa de refugiados de la guerra en Darfur que desencadenó una serie de enfrentamientos internos dentro del territorio de Chad por parte de un conjunto de guerrillas rebeldes al gobierno de Idriss Déby que casi consiguieron conquistar la capital del país en 2008.

- Guerra en el noroeste de Pakistán (2004-actualidad). Conflicto armado entre el estado de Pakistán, con apoyo directo e indirecto de los Estados Unidos, contra la insurrección de diferentes organizaciones yihadistas rebeldes, entre ellos la organización terrorista Al Qaeda.

- Insurgencia chiita en Yemen (2004-2015), Insurgencia en Yemen del Sur (2009-2015), Insurgencia de Al-Qaeda en Yemen (2010-actualidad) y Segunda Guerra Civil de Yemen (2015-actualidad). Serie de conflictos internos en Yemen que iniciaron con la rebelión armada de la secta insurgente houthi, de confesión chiita contra el gobierno de Yemen, que comenzó con la toma armada y separación de facto de la administración yemení de la región de Sa'dah y luego con la declaración formal de guerra del gobierno de Yemen contra la insurrección armada interna dirigida por la secta terrorista Al Qaeda. Durante el curso de la guerra tuvo lugar la Primavera Árabe, en la que manifestantes civiles forzaron la renuncia del presidente Ali Abdullah Saleh en 2012, quien gobernaba el país desde 1978, pero a su cargo dejó como sucesor a un miembro de su propio partido, Abd Rabbuh Mansur al-Hadi, dando continuidad a la dictadura pero dejando debilitado al gobierno. En este contexto, los Houthis realizaron una ofensiva masiva que les permitió apoderarse de la capital Saná en 2015, por lo que el gobierno del Congreso del Pueblo pasó al exilio. En abril del mismo año las fuerzas separatistas del Sur, remanente de la guerra de 1994, acordaron luchar del lado del gobierno de Hadi (contra el cual habían estado luchando desde 2007) mientras los antiguos partidarios de Saleh luchan para los Houthis. Simultáneamente Arabia Saudita comenzó una campaña total contra el gobierno Houthi mientras el Estado Islámico de Irak y Siria dirige una invasión conjunta con Al-qaeda, llevando al país a una guerra total.

- Guerra civil palestina (2006-2011). Conflicto político-ideológico entre los dos partidos políticos dominantes del Estado de Palestina, Hamás en la Franja de Gaza y Fatah en Cisjordania, provocando la división de facto de las dos regiones.

- Insurgencia Iraquí (2006-actualidad). Resistencia armada de distintas guerrillas y otras organizaciones nativas de Irak, primero contra la instauración del nuevo gobierno central de Irak en 2005, durante la Ocupación estadounidense de dicho país, y luego contra dicho gobierno tras la retirada de las fuerzas invasoras en 2011. La resistencia armada contra el gobierno ha venido a incluir la secesión del territorio por parte del Califato del Estado Islámico y facciones independentistas de Kurdistán Oriental.

- Primera guerra civil libia (2011), Insurgencia Miliciana en Libia (2011-actualidad) y segunda guerra civil libia (2014-2021). En el marco de la Primavera Árabe, varios gobiernos autoritarios fueron derrocados. En Libia, las fuerzas rebeldes derrotaron a las del régimen de Muamar el Gadafi tras una cruenta guerra civil que duró 6 meses. Sin embargo, desde el mismo momento en que terminó la guerra contra Gadafi el nuevo gobierno tuvo que enfrentarse a las mismas milicias que les permitieron llegar al poder, muchas de ellas motivadas por ideologías fundamentalistas radicales, y a la invasión al país de organizaciones terroristas en auge, hasta que en 2014 una facción islamista del Congreso General (que formaron parte de la coalición contra Gadafi) se negaron a aceptar su derrota electoral ante los liberales laicos, y se unieron a los rebeldes yihadistas para formar un gobierno paralelo al legítimo, por lo que Libia se ha encontrado dividida en dos estados con dos gobiernos enfrentados.

- Guerra civil siria (2011-actualidad). Conflicto armado desencadenado tras los enfrentamientos en las manifestaciones de la Primavera Árabe entre el gobierno del partido Baaz bajo el mandato de Bashar Al-Asad, con apoyo militar de Rusia, Irán y Hezbolá, y numerosas coaliciones de guerrillas rebeldes, destacando grupos moderados agrupados en el Ejército Libre Sirio y fuerzas yihadistas radicales conformadas en el Frente Al-Nusra, el Frente Islámico y el autoproclamado califato del Estado Islámico de Irak y Siria. El conflicto contra Al-Asad tiene orígenes tanto políticos como étnico-religiosos; en paralelo las intervenciones islamistas y Turcas en el norte sirio desarrollaron una guerra paralela en el Kurdistán Sirio en el que el gobierno autónomo Siriokurdo mediante sus facciones armadas la Peshmerga y la YPG conformó una coalición prodemocrática llamada Fuerzas Democráticas Sirias, opuesta al EI y en promulgación de reformas nacionales por la democracia laica, la Igualdad de género y la autonomía kurda. Los enfrentamientos entre el gobierno y la oposición sirias junto a la pérdida de territorio ante el EI desencadenaron la destrucción general de la infraestructura de la mayoría de las grandes ciudades de Siria, el desplazamiento en masa de inmensas olas de refugiados hacia Europa, lo que a su vez desencadenó una extensa crisis político-social en la Unión Europea, y con mutuas acusaciones de uso de armas químicas, destrucción de patrimonio cultural, ejecuciones en masa, genocidios étnico-religiosos y demás violaciones a los derechos humanos, convirtiéndose en la guerra más sangrienta de la actualidad y la segunda más sangrienta y mortal del siglo XXI, sólo tras la guerra de Irak.

- Guerra civil sursudanesa (2013-2020). Conflicto armado interno de Sudán del Sur, provocado cuando el Ejército de Liberación del Pueblo de Sudán, fuerza guerrillera clave para la reciente independencia de dicho país, intentó un fallido Golpe de Estado contra el presidente constitucional Salva Kiir Mayardit, descontentos con el rumbo autoritario de su gestión, momento desde el cual los rebeldes han asediado puestos económicos claves del país, principalmente pozos petrolíferos.

- Guerra civil en el este de Ucrania (2014-2022). Después de la violenta revolución conocida como Euromaidán comenzaron una serie de protestas prorrusas contrarias al nuevo gobierno que intentó revocar al idioma ruso en estatus de idioma regional. Las protestas derivaron en una guerra civil entre grupos de ciudadanos que proclamaron dos repúblicas populares independientes y el nuevo gobierno de Ucrania. Tras una serie de derrotas del ejército ucraniano ante los rebeldes se firman los Acuerdos de Minsk en 2014 y Minsk II en 2015 con los que se declara un alto fuego que congeló el conflicto en una guerra de baja intensidad hasta que en 2020 el presidente ucraniano Volodímir Zelenski comenzó una serie de acercamientos políticos a la OTAN que impulsaron al presidente ruso Vladímir Putin a preparar una intervención militar en el conflicto, desatando una crisis política entre los dos estados a lo largo de 2021 hasta que finalmente tuvo lugar la Invasión de Rusia sobre Ucrania de 2022, la que sería la guerra internacional más grande desde el comienzo del siglo XXI.
- Guerra Civil de Myanmar (2021-actualidad): Conflicto desatado tras el Golpe de Estado de 2021 en la República de Myanmar (Birmania) contra el gobierno de Liga Nacional por la Democracia (NLD) por parte de las Fuerzas Armadas Birmanas (Tagmadaw). El conflicto se antecede tras la primera victoria electoral de la NLD en 2015 en los primeros comicios libres de la historia del país. La lideresa del NLD Aung San Suu Kyi estaba inhabilitada para participar como candidata a la presidencia pero la victoria de su partido la estableció como Jefa de Gobierno y gobernante de facto del país pero sin posibilidad de establecer control político sobre el Tagmadaw, quienes durante su gobierno desencadenaron el Genocidio sobre la minoría étnica Rohinya que provocó un gran repudio internacional sobre el gobierno de Suu Kyi. A pesar de esto la NLD volvió a ganar con aún mayor margen los comicios de 2020, lo que dio comienzo a una serie de denuncias de fraude desde el ejército que finalmente se alzó contra el gobierno aprisionando al Presidente Win Myint y la Jefa de Gobierno e imponiendo a la junta militar llamada Consejo Administrativo del Estado (SAC) bajo el mando del General Min Aung Hlaing. El golpe desató una ola de manifestaciones civiles que fueron duramente reprimidas, lo que a su vez radicalizó a los opositores al régimen militar quienes se armaron y organizaron como guerrillas formando la Fuerza de Defensa del Pueblo (FDP). Paralelamente los líderes en el exilio del gobierno depuesto proclamaron un gobierno provisional bajo el amparo de las elecciones de 2020 y formaron una alianza con una gran miríada de guerrillas étnicas contrarias a la junta bajo el nombre de Gobierno de Unidad Nacional (NUG), tomando el liderazgo político de las PDF y proclamando el inicio de una "Guerra de Defensa Popular" contra el régimen militar, dando inicio al conflicto armado contra el Tagmadaw por el control del país.
- Tercera guerra civil sudanesa (2023-actualidad). Conflicto interno desatado durante el régimen militar de Abdelfatah al Burhan. Este a su vez accedió al poder tras el Golpe Estado contra el Gobierno de Transición cívico-militar establecido tras las Protestas de 2019 que acabaron con la dictadura de Omar al Bashir. El conflicto se desató tras el levantamiento armado dentro de la capital Jartum por la milicia étnica formada durante el régimen de al Bashir las Fuerzas de Apoyo Rápido lideradas por Mohamed Hamdan Dagalo con el apoyo del grupo mercenario ruso Wagner, con quienes mantiene acuerdos para explotación minera de diamantes.